# Tartarus Montes
Tartarus Montes es una cordillera del planeta Marte, situada en torno a las coordenadas 15.8º N, 167º E, en la Elysium Planitia. Tiene unos 1070 km de diámetro.
Fue identificado por primera vez a partir del contraste de brillo/oscuridad de las señales de albedo fotografiadas por Eugène Antoniadi. Recibió su nombre a partir del dios griego del inframundo, Tártaro, según la nomenclatura planetaria estándar para los accidentes geográficos de Marte.
Según las fotografías más recientes realizadas por la sonda Mars Global Surveyor presenta conos y anillos de origen volcánico. Según revelan recientes estudios mediante el radar subsuperficial de la sonda Mars Express, existen depósitos de agua en los primeros 100 metros de profundidad (hielo o agua líquida) así como señales superficiales de escorrentías en los valles cercanos.